# 賦奉行
賦奉行（くばりぶぎょう）とは、鎌倉幕府・室町幕府において訴状の受付と担当する法廷を決定する賦を担当する奉行。賦方（くばりかた）とも。
鎌倉幕府では問注所、室町幕府では管領もしくは評定衆の下に置かれていた。また、鎌倉期の六波羅探題においても独立した職として評定衆級の御家人が任命されていた。『沙汰未練書』によれば、鎌倉幕府の賦奉行は訴状の受理、控への記入、訴状への加銘、引付への送付などを行った。引付の制度が形骸化した室町幕府では代わりに決定した個々の担当奉行人に送付した。具体的には賦奉行は訴状が形式・実質を伴っているかどうかを確認し、賦引付などの控を作成した後に訴状の裏に受理の年月日と訴訟の編目を記入して担当に送付したのである。
ただし、賦奉行が管轄するのは主として所務沙汰関連の分野であり、時期によって異なるものの、検断沙汰や雑務沙汰、寺社・恩賞関連などは担当の役所（侍所・政所・寺社奉行など）に賦奉行に相当する役人が別箇置かれていた場合もあった。また、将軍主宰の評議であった御前沙汰では管領被官が賦奉行を務めて訴状の受付を担当させていたが、次第に将軍が特定の奉行人に賦奉行の役割を行わせることで管領の影響力を抑えるようになり、応仁の乱後に管領が御前沙汰に参加しなくなると管領被官の賦奉行も置かれなくなり、後には評定衆・申次衆・内談衆と称される将軍の側近集団が賦を担当した。